# Jim Thorpe (Pensilvania)

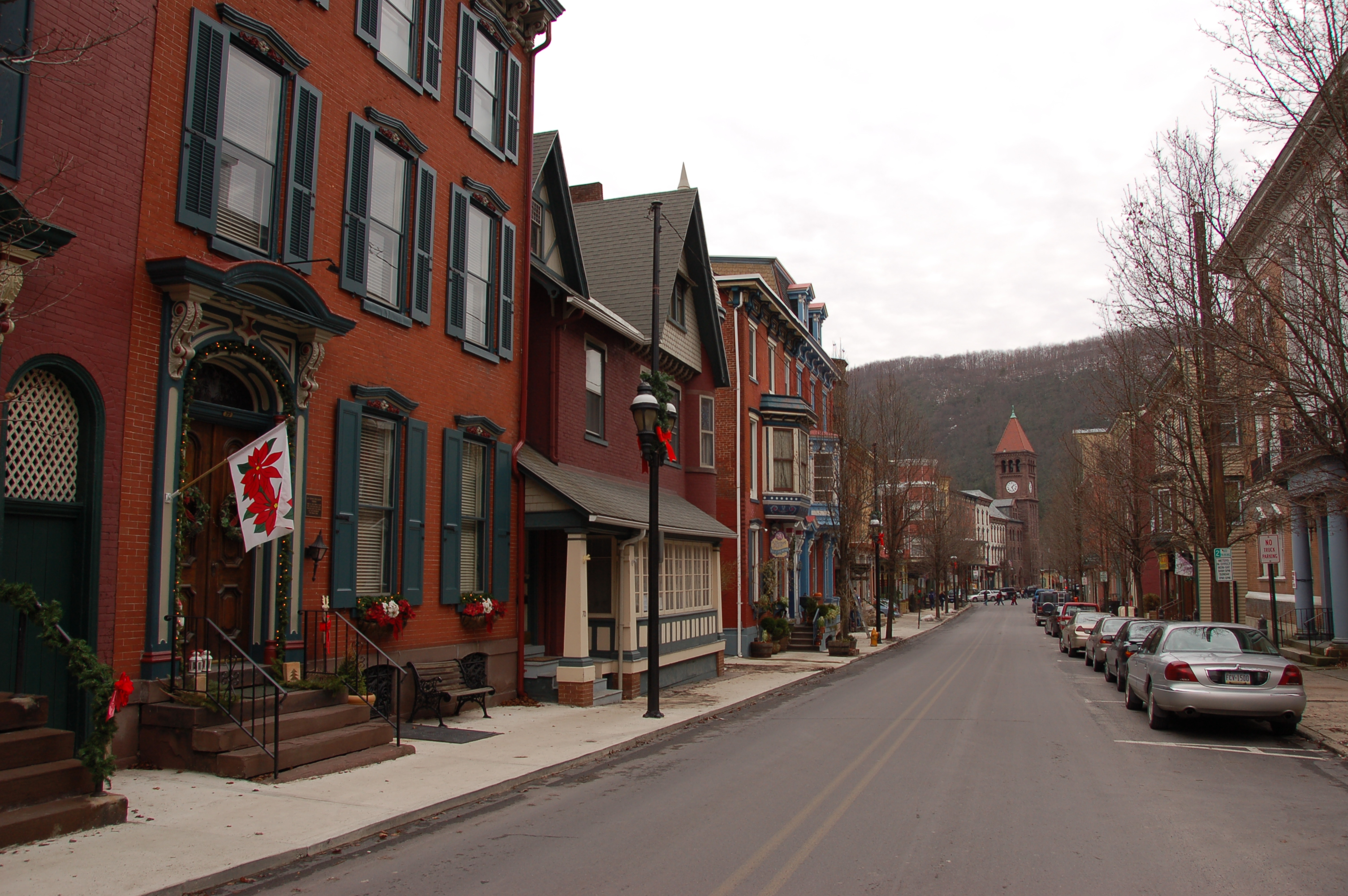
Jim Thorpe Broadway Building

Jim Thorpe es un borough ubicado en el condado de Carbon, en el estado estadounidense de Pensilvania. En el censo del año 2010 tenía una población de 4,781 habitantes. Tiene una población estimada, en 2019, de 4,641 habitantes.
Fundado en 1818 como Mauch Chunk, en 1953 cambió su denominación en honor al atleta Jim Thorpe.

## Geografía
Jim Thorpe se encuentra ubicado en las coordenadas 40°52′23″N 75°44′11″O / 40.87306, -75.73639.

## Demografía
Según la Oficina del Censo en 2000 los ingresos medios por hogar en la localidad eran de $35,976 y los ingresos medios por familia eran $43,710. Los hombres tenían unos ingresos medios de $31,141 frente a los $23,490 para las mujeres. La renta per cápita para la localidad era de $17,119. Alrededor del 10% de la población estaba por debajo del umbral de pobreza.